# Hank Mann
Hank Mann, vlastním jménem David William Lieberman, (28. května 1887 New York – 25. listopadu 1971 South Pasadena, Kalifornie) byl americký filmový herec. Byl posledním žijícím členem komické skupiny Keystonských strážníků (Keystone Cops), kteří se objevovali v řadě grotesek v letech 1914 až 1917.
Mann byl považován za jednoho z prvních filmových komiků. Na počátku své herecké dráhy pracoval pro producenta Macka Senneta jako jeden z Keystonských strážníků, později přešel k Williamu Foxovi a Morrisovi R. Schlankovi. Ve třicátých letech spolupracoval s Charlie Chaplinem, když si zahrál vedlejší role ve filmech Světla velkoměsta, Moderní doba a Diktátor

## Výběr z herecké filmografie
- Světla velkoměsta (1931)
- Zjizvená tvář (1932)
- Žena a tatrman (1935)
- Moderní doba (1936)
- Město ztracených (1939)
- Diktátor (1940)
- To je John Doe (1941)
- Město ztracených (1939)
- Fantom opery (1943)
- Jezinky a bezinky (1944)
- Ve městě (1949)
- Místo na výsluní (1951)
- Pronásledování na moři (1955)
- Poslední vlak z Gunhillu (1959)
- Někdo to rád horké (1959)